# Ono (Familienname)
Ono (Kanji-Schreibweisen unter anderem 小野 und 尾野) ist ein japanischer Familienname.

## Namensträger
- Anna Ono (1890–1979), russisch-japanische Violinistin und Hochschullehrerin
- Ono Azusa (1852–1886), japanischer Politiker
- Ono Chikkyō (1889–1979), japanischer Maler
- Ōno Chol-hwan (* 1993), südkoreanischer Fußballspieler
- Daisuke Ono (* 1978), japanischer Synchronsprecher (Seiyū)
- Fuyumi Ono (* 1960), japanische Schriftstellerin
- Ono Gadō (1862–1922), japanischer Calligraph
- Ono Hideo (1885–1977), japanischer Journalist und Medienhistoriker
- Hiroki Ono (* 1992), japanischer Motorradrennfahrer
- Hironobu Ono (* 1987), japanischer Fußballspieler
- Ono no Imoko (Anfang 7. Jh.), japanischer Hofbeamter
- Kaoru Ono (* 1962), japanischer Mathematiker
- Kazuko Ono (* 1946), japanische Badmintonspielerin
- Ken Ono (* 1968), US-amerikanischer Mathematiker
- Kiyoko Ono (1936–2021), japanische Turnerin und Politikerin
- Ono no Komachi (Anfang 9. Jh.), japanische Poetin
- Kōsei Ono (* 1987), japanischer Rugby-Union-Spieler
- Machiko Ono (* 1981), japanische Schauspielerin
- Manabu Ono (Skispringer) (1950–2010), japanischer Skispringer und Skisprungtrainer
- Manabu Ono (Regisseur), japanischer Anime-Regisseur
- Masahito Ono (* 1996), japanischer Fußballspieler
- Ono no Michikaze (894–966), japanischer Kalligraf
- Ono Misao (* 1908), japanischer Hochspringer
- Mitsuki Ono (* 2004), japanische Snowboarderin
- Mitsuru Ono (1929–2008), japanischer Jazz-Bassist und Bandleader
- Ono Ranzan (1729–1810), japanischer Naturalist der Edo-Zeit
- Ryōko Ono (* 1977), japanische Synchronsprecherin
- Ono Seiichirō (1891–1986), japanischer Rechtsgelehrter
- Seiji Ono (* 1956), japanischer Tischtennisspieler
- Shingi Ono (* 1974), japanischer Fußballspieler
- Shinji Ono (* 1979), japanischer Fußballspieler
- Ono Tadashige (1909–1990), japanischer Holzschnittkünstler
- Ono no Takamura (802–853), japanischer Hofbeamter
- Takashi Ono (Mathematiker) (* 1928), japanisch-US-amerikanischer Mathematiker
- Takashi Ono (* 1931), japanischer Kunstturner
- Takashi Ono (Judoka) (* 1980), japanischer Judoka
- Takayoshi Ono (* 1978), japanischer Fußballspieler
- Takayuki Ono (* 1983), japanischer Eishockeyspieler
- Takeshi Ono (Fußballspieler, 1962) (* 1962), japanischer Fußballspieler und -trainer
- Tomonari Ono (* 1974), japanischer Leichtathlet
- Tomoyoshi Ono (* 1979), japanischer Fußballspieler
- Toshihiro Ono (* 1965), japanischer Manga-Zeichner
- Ono Tōzaburō (1903–1996), japanischer Schriftsteller
- Yasushi Ono (1940–2012), japanischer Schauspieler
- Yoko Ono (* 1933), japanisch-US-amerikanische Künstlerin
- Yoshinori Ono, japanischer Computerspielentwickler
- Yūhei Ono (* 1985), japanischer Fußballspieler
- Yūji Ōno (* 1941), japanischer Funk-, Pop- und Jazzmusiker
- Yūji Ono (* 1992), japanischer Fußballspieler
- Yūto Ono (* 1991), japanischer Fußballspieler